# Ерде (Оммен)
Ерде (нід. Eerde) — селище в нідерландській провінції Оверейсел. Входить до муніципалітету Оммен.
Його площа становить 8,62 км², а населення станом на 2021 рік складало 80 осіб.